# Cantharis pellucida
Cantharis pellucida је инсект из реда тврдокрилаца - Coleoptera и породице Cantharidae.

## Распрострањеност
Ова врста се може наћи у већем делу Европе и западној и средњој Азији. У Србији је присутна и постоје налази како из равнице тако и са планина преко 1000мнв. Cantharis pellucida обично настањује рубове шума, поља и шумске чистине, где може наћи одговарајућу вегетацију.

## Опис
Величина тела имага је од 10,5-13,5мм. Пронотум без мрља. Обично су само задње тибије црне, средње тибије су често смеђе

## Биологија и екологија
Одрасле јединке се појављују од априла до августа, са врхунцем појављивања у мају и јуну. Хране се поленом, нектаром и живим и мртвим инсектима. Ларве се хране ситним бескичмењацима или мртвим инсектима.

## Синоними
- Cantharis baudii Fiori, 1914
- Cantharis cantiata Stephens, 1830
- Cantharis croissandeaui Pic, 1927
- Cantharis dietzi Roelofs, 1946
- Cantharis meridionalis Fiori, 1914
- Cantharis mirabilis Dalla Torre, 1880
- Cantharis obscuripes Everts, 1921
- Cantharis rauterbergi Reitter, 1893
- Telephorus pellucidus (Fabricius, 1792)
- Telophorus pellicidus (F.)